# Гришук, Анатолий Владимирович
Анатолий Владимирович Гришу́к (род. 7 мая 1939, д. Слобода, Заславский район, Минская область) — советский и белорусский боксёр, тренер по боксу. Заслуженный тренер Белоруссии (1994), судья международной категории во Всемирной федерации бокса (1995). Член-корреспондент Петровской АН и искусств (1998, Санкт-Петербург).

## Биография
В 1961 г. стал чемпионом Белоруссии. В 1962 г. окончил Белорусский институт физкультуры. Во время выступления на чемпионате ЦС «Динамо» обратил на себя внимание тренеров из РСФСР. С 1962 по 1967 г. занимался боксом в Новосибирске. В 1962 г. стал мастером спорта СССР. В 1967 г. принял участие в Спартакиаде народов СССР. Женился на белоруске, двое детей. С 1967 г. работал тренером, ещё будучи действующим спортсменом. Ученики А. В. Гришука вызывались в юниорскую и юношескую сборные СССР. В 1976 г. стал судьёй всесоюзной категории. В 1980 г. вернулся в БССР. Тренировал молодых спортсменов. Его ученики занимали призовые места на соревнованиях СССР. В 1982 г. возглавил молодёжную сборную БССР. Под его руководством сборная заняла третье место на Всесоюзных играх 1982 г. Перед Спартакиадой народов СССР возглавил Взрослую сборную БССР. Председатель национальной коллегии судей. В конце 1980-х гг. приостановил работу в сборной, затем возобновил её. После олимпиады в Атланте вновь покинул пост главного тренера. В 1998 г. в третий раз вернулся на должность главного тренера сборной Белоруссии.